# Programmazione cargo cult
In informatica, la cargo cult programming (locuzione in lingua inglese) è quel tipo di programmazione che avviene quando si decide di utilizzare un frammento di codice preso da un esempio o da una applicazione simile nel proprio programma, senza prima aver capito a fondo cosa il codice faccia e come funzioni o, addirittura, senza avere neanche idea se possa servire a qualcosa o meno; fa, quindi, parte degli antipattern.

## Origine

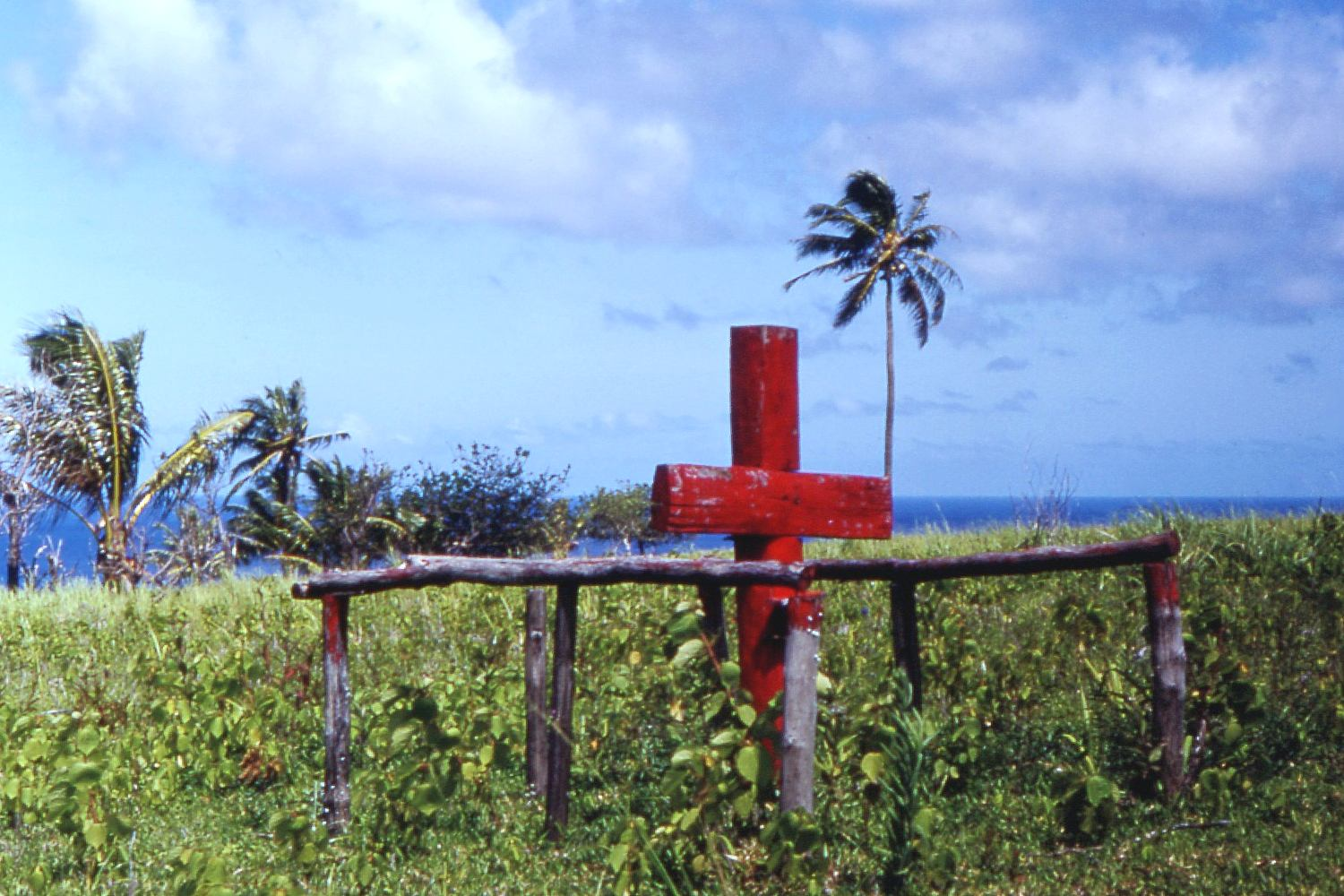
Cargo cult nelle isole Tanna

Il nome inglese ha origine dal culto del cargo nato fra i polinesiani e i melanesiani nel XIX e XX secolo, quando fra loro si diffuse la credenza che i cargo, i carichi di manufatti, cibo, e materiali portati da navi e aerei dei paesi occidentali, fossero doni del Cielo. La pratica di queste tribù, era quella di costruire aerei e piste di atterraggio fittizie nella speranza di evocare gli aerei divini che avevano portato cibo e provviste durante la guerra.
L'uso del termine in programmazione informatica deriva probabilmente dalla definizione di Richard Feynman di certe pratiche come la scienza cargo cult.